# Giovanni Battista Agneletti
Giovanni Battista Agneletti (vers 1656 - 1673) est un compositeur italien du XVIIe siècle.

## Biographie
Né vers 1656, on ne sait pratiquement rien de la vie de Giovanni-Battista Agneletti, mis à part qu'il aurait vécu à Rome. Cette supposition peut être avancée à cause du style d'Agneletti, proche des compositeurs romains de l'époque.
Peu d'œuvres de ce compositeur nous sont parvenues : un Gloria, publié en 1673 dans un recueil de motets Sacri Canti et Hinni, ainsi que 2 arias publiées deux décennies plus tôt dans une anthologie.